# Candelo
Candelo ist eine italienische Gemeinde mit 7245 Einwohnern (Stand 31. Dezember 2023) in der Provinz Biella (BI) in der Region Piemont und ist Träger der Bandiera Arancione des TCI.

## Geographie
Das Gemeindegebiet umfasst eine Fläche von 15 km². Es grenzt südöstlich an die Provinzhauptstadt Biella.
Die Nachbargemeinden sind Benna, Biella, Cossato, Gaglianico, Valdengo, Verrone und Vigliano Biellese.

## Sehenswürdigkeiten
Candelo ist bekannt für den Ricetto di Candelo, einen im Mittelalter befestigten und sehr eng bebauten Ortsteil, der in unruhigen Zeiten als Fluchtburg diente. Dieser Ortsteil gehört zur Vereinigung I borghi più belli d’Italia (Die schönsten Orte Italiens).

## Kulinarische Spezialitäten
In der Umgebung von Candelo wird Weinbau betrieben. Das Rebmaterial findet Eingang in den DOC-Wein Coste della Sesia.

## Bilder

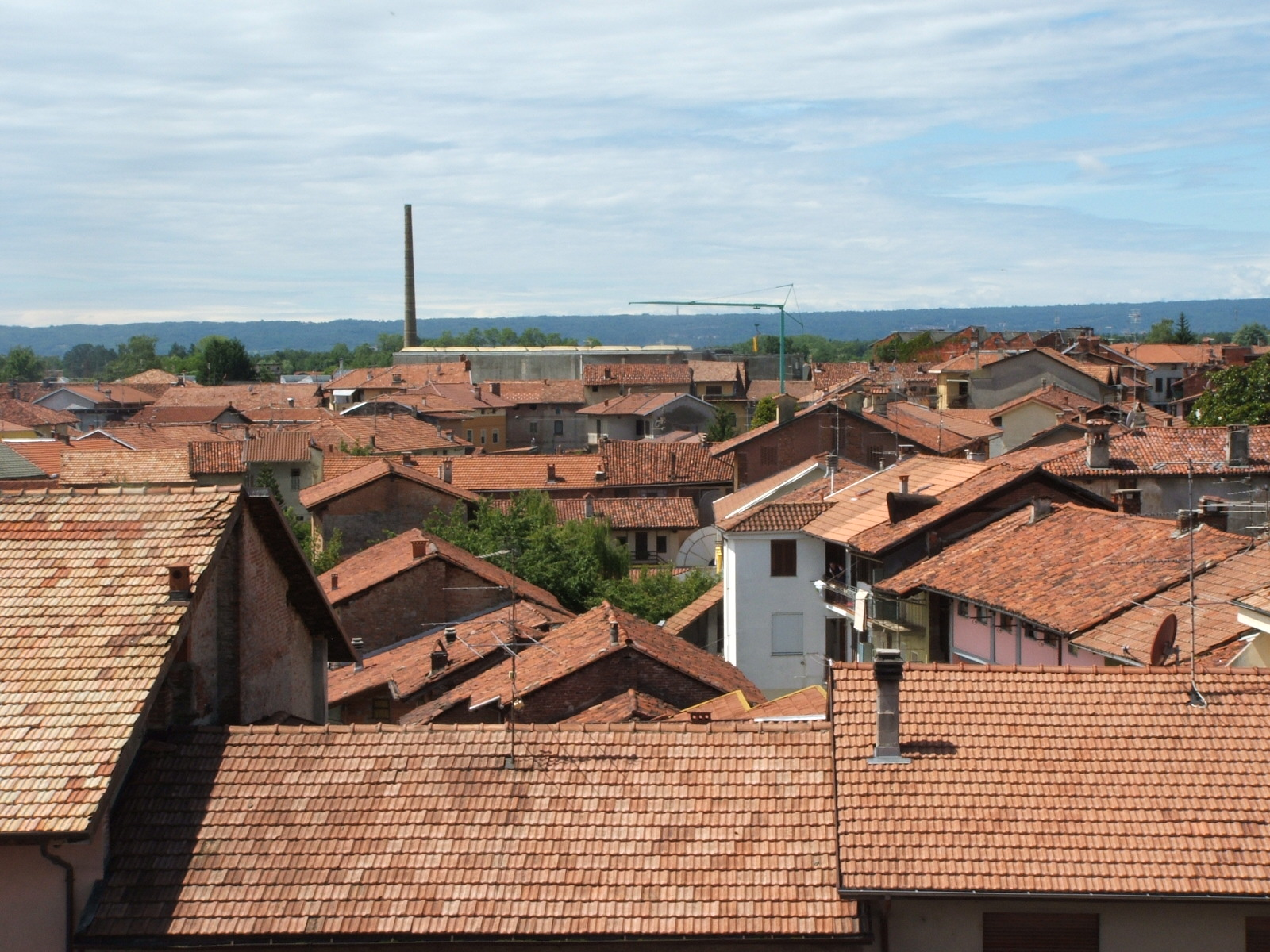
Dachlandschaft
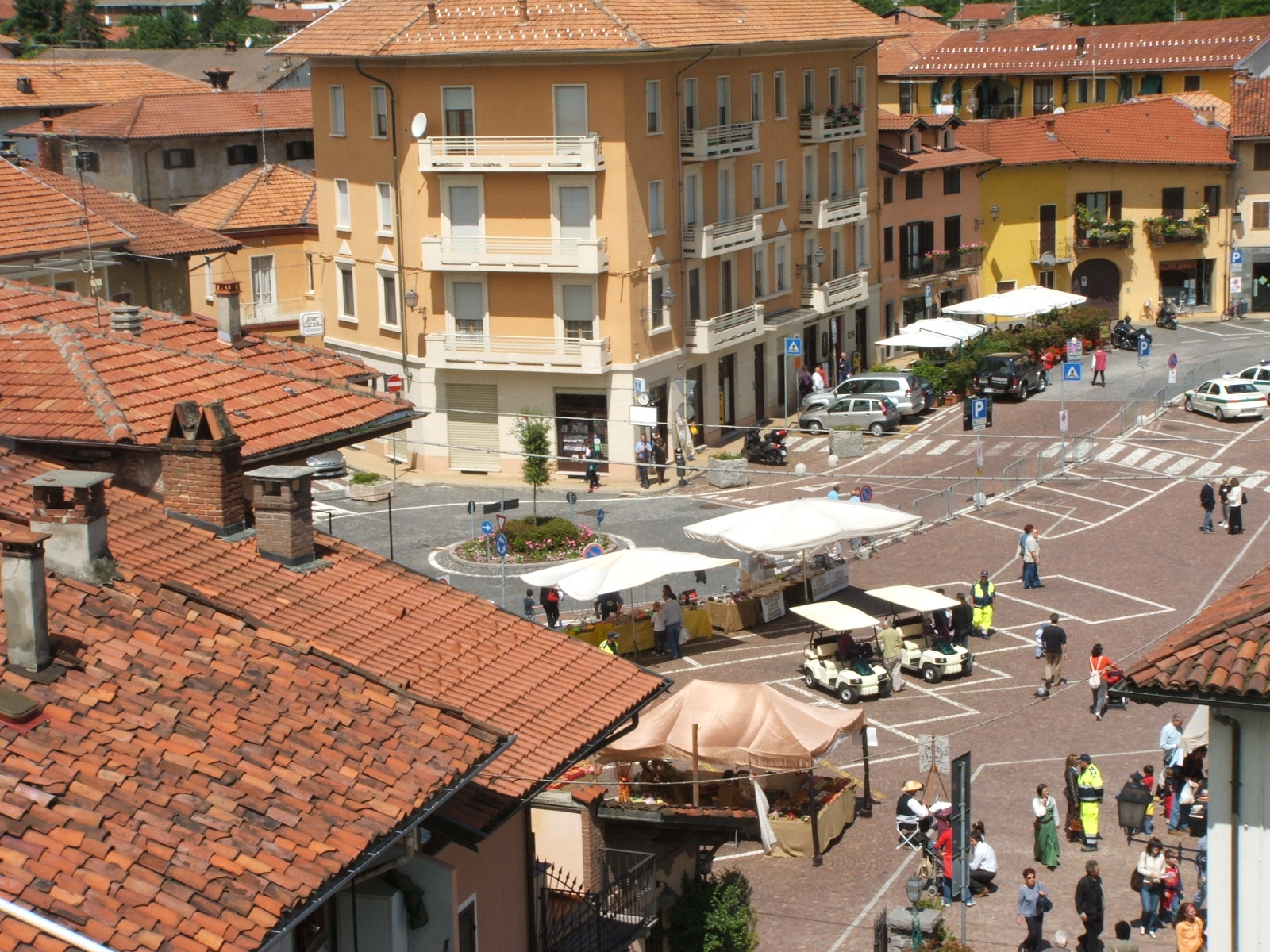
Piazza Castello
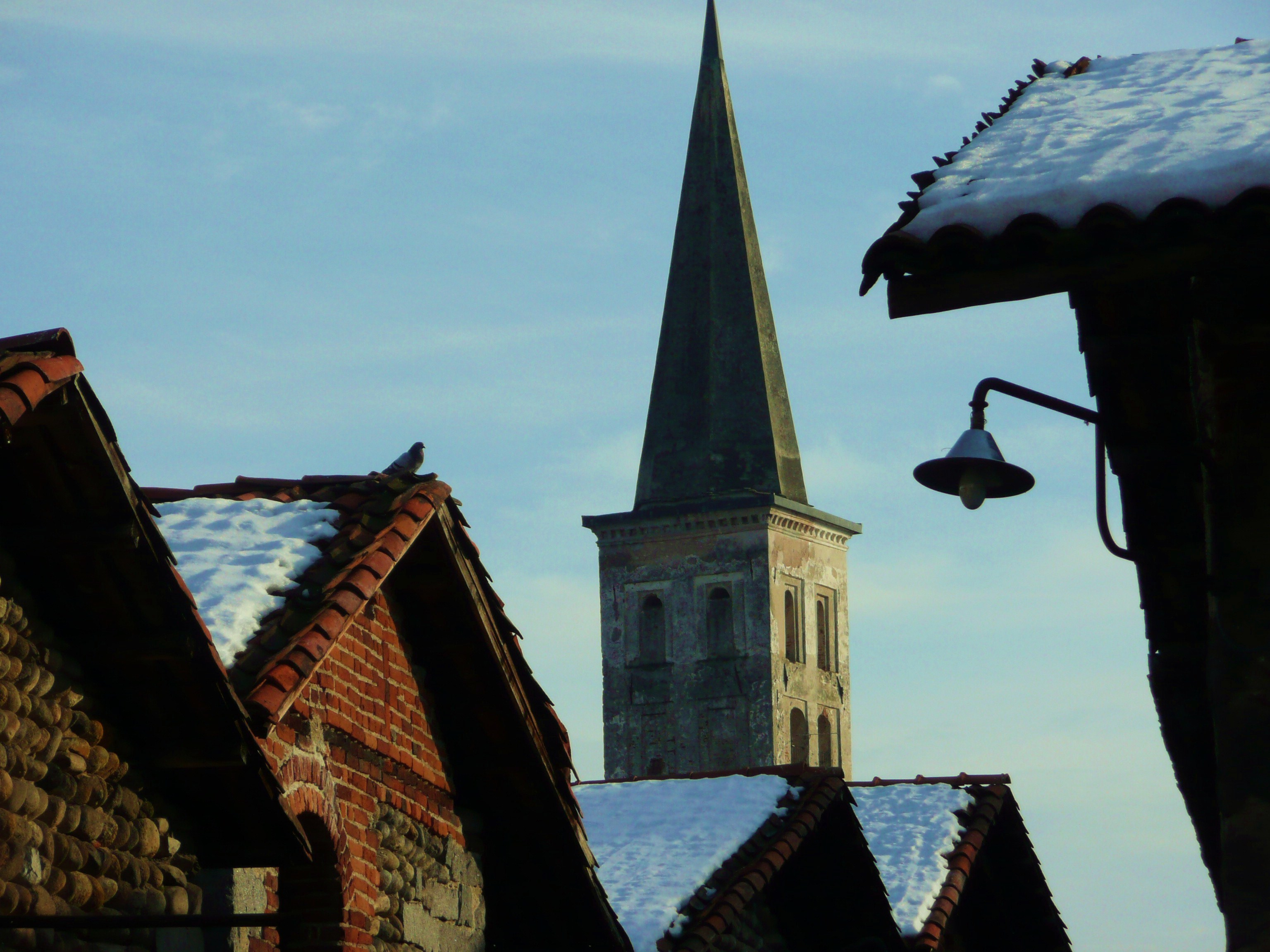
Santa Maria Maggiore

## Städtepartnerschaften
Candelo ist durch eine Städtepartnerschaft mit La Roche-sur-Foron im französischen Département Haute-Savoie verbunden.